# Investor's Business Daily
O Investor's Business Daily (IBD) é um jornal e site americano que abrange o mercado de ações, negócios internacionais, finanças e economia. Fundada em 1984 por William O'Neil como uma publicação impressa, está sediada em Los Angeles, Califórnia. Mantendo uma postura política conservadora, o IBD fornece notícias e análises sobre ações, fundos de investimentos, ETFs, commodities e outros instrumentos financeiros destinados a investidores individuais e profissionais financeiros.
Em março de 2016, a empresa anunciou que o IBD se tornaria uma publicação semanal e se concentraria mais nas operações digitais. A publicação continuará a usar o nome Business Daily do investidor, como continuará a ser publicada diariamente em seu site. Em maio de 2016, a empresa mudou oficialmente para uma programação semanal de publicação impressa e publicou sua primeira edição da IBD Weekly enquanto continuava atualizando seu site diariamente.

## História
O empresário e corretor William O'Neil fundou o jornal em 1984 devido à frustração com a falta de dados sobre ações nos jornais. Em 1991, o nome da publicação foi alterado de Investor's Daily para Investor's Business Daily. Em 1994, dez anos após sua fundação, o IBD foi classificado entre os jornais de mais rápido crescimento no país.
Em 2005, o cartunista político Michael Ramirez ingressou ao IBD. Em 2008, Ramirez ganhou seu segundo Pulitzer por desenho editorial enquanto estava na empresa.
Em 2015, o site do IBD foi acessado por mais de 4 milhões de visitantes mensais. Em 2016, foi anunciado que a empresa alteraria sua programação de impressão para uma vez por semana, mas continuaria publicando novos conteúdos em seu site diariamente. Em maio de 2016, a primeira edição da IBD Weekly foi publicada enquanto o meio de comunicação continuava a publicar novos conteúdos digitais diariamente.
Durante a eleição presidencial de 2016 nos EUA, o IBD foi uma das duas pesquisas que previram corretamente uma vitória de Donald Trump. Antes da eleição, a pesquisa do IBD havia sido descartada como sendo uma "pesquisa periférica" mas foi classificada como uma das mais próximas do resultado final.

## Operações
O IBD assume uma posição política conservadora em suas notícias e análises. O IBD fornece educação ao investidor por meio do canto do investidor, do panorama geral e de recursos online. As informações fornecidas se expandem nos livros anteriores de William O'Neil, que detalham a estratégia de investimento do CAN SLIM. O IBD inclui várias seções escritas que detalham empresas e notícias de interesse. Abrange os estoques de internet e tecnologia, em particular, e possui uma seção editorial e de opinião substancial. Toda segunda-feira em sua edição semanal, o IBD publica uma lista de 50 ações mais atraentes com base em ganhos, desempenho do preço das ações e outros critérios usados na estratégia CAN SLIM.

### IBD 50
The IBD 50 Index é o principal benchmark do mercado de ações dos EUA publicado pelo Investor's Business Daily, semelhante à forma como o FTSE 100 foi para o Financial Times. O índice é baseado na metodologia CAN SLIM inventada pelo fundador do jornal William O'Neil, e a lista de seus constituintes é publicada toda segunda-feira. Mais tarde, torna-se a base de um fundo negociado em bolsa (ETF) chamado Innovator IBD 50 ETF (Ticker: FFTY), que também é reequilibrado semanalmente.

## Erros e retratações
Em julho de 2009, um editorial do Investor's Business Daily afirmou que o físico Stephen Hawking "não teria chance no Reino Unido, onde o Serviço Nacional de Saúde [NHS] diria a vida desse homem brilhante, por causa de sua condição física. desvantagens, é essencialmente inútil". Hawking era britânico, morou no Reino Unido quase a vida toda e recebeu atendimento médico do NHS. Mais tarde, o IBD removeu a referência do editorial a Hawking em sua versão online e anexou uma "Nota do Editor", que dizia: "Esta versão corrige o editorial original que implicava que o físico Stephen Hawking, professor da Universidade de Cambridge, não morava no Reino Unido." O próprio Hawking respondeu: "Eu não estaria aqui hoje se não fosse pelo NHS. Eu recebi uma grande quantidade de tratamento de alta qualidade sem o qual eu não teria sobrevivido."